# Condado de Wahkiakum
O Condado de Wahkiakum é um dos 39 condados do estado americano de Washington. A sede de condado é Cathlamet, e sua maior cidade é Cathlamet. O condado possui uma área de 743 km², uma população de 3,824 habitantes, e uma densidade populacional de 6 hab/km² (segundo o censo nacional de 2000).